# Klotilda
Klotilda je ženské rodné jméno germánského původu. Původní forma zněla Chlotichildis, které jest složeno ze slov chlod "sláva" a hild "boj" – takže význam zní slavná bojem, slavná bojovnice. Svátek slaví 3. června.

## Domácké podoby
Klo, Klotilka, Klot(a), Tilda, Tily, Kloty

## Jiné varianty
- Slovensky, srbochorvatsky: Klotilda
- Německy: Klothilde
- Anglicky, portugalsky, rumunsky: Clotilda
- Nizozemsky, francouzsky: Clothilde
- Italsky, španělsky: Clotilde
- Polsky: Klotylda

## Z historie
- Svatá Klotilda, manželka franckého krále Chlodvika I., patronka žen, notářů, chromých; je vzývána při horečkách, proti dětským nemocem, náhlé smrti; pomocnice k obrácení manželského partnera[1]
- Klotylda Sasko-Kobursko-Saalfeldská
- Clotilde, († 531), dcera Clovise, manželka krále Amalarica
- Clotilde, zakladatelka mužského kláštera v Bruyères-le-Châtel
- Clotilde († 669), manželka krále Theuderica III.
- Marie Klotilda Francouzská, sestra krále Ludvíka XVI. a manželka krále Karla Emmanuela IV Sardinského

- Clotilde Tambroni, italská filoložka a lingvistka
- Clothilde (muzikantka), francouzská zpěvačka
- Clotilde Bosch, harfistka
- Clotilde Cerdá, herečka
- Clotilde García Borrero, feministická kolumbijská bojovnice
- Clotilde Gonzálesz de Fernández, profesorka
- Clotilde Guillén de Rezzano, argentinská pedagožka
- Clotilde Kate Brewster, francouzská architektka z XIX. století